# 鹿児島県道465号松原帖佐停車場線
鹿児島県道465号松原帖佐停車場線（かごしまけんどう465ごう まつばらちょうさていしゃじょうせん）は、鹿児島県姶良市を通る一般県道である。

## 概要
鹿児島県姶良市東餅田から姶良市東餅田の日豊本線 帖佐駅前を結ぶ。

### 路線データ
- 起点：鹿児島県姶良市東餅田（姶良警察署付近）
- 終点：鹿児島県姶良市東餅田（日豊本線 帖佐駅前、鹿児島県道391号下手山田帖佐線終点）

## 路線状況

### 重複区間
- 鹿児島県道391号下手山田帖佐線（姶良市東餅田・帖佐駅前交差点 - 姶良市東餅田・帖佐駅前（終点））

## 地理

### 通過する自治体
- 姶良市

### 交差する道路
| 交差する道路                               | 交差する場所 | 交差する場所    |
| ------------------------------------------ | ------------ | --------------- |
| 鹿児島県道391号下手山田帖佐線 重複区間起点 | 東餅田       | 帖佐駅前交差点  |
| 鹿児島県道391号下手山田帖佐線 重複区間終点 | 東餅田       | 帖佐駅前 / 終点 |

### 交差する鉄道
- 日豊本線

### 沿線
- 姶良警察署
- 鹿児島県総合運転免許試験場
- 姶良市立松原なぎさ小学校
- JR九州日豊本線 帖佐駅